# Bodenversauerung
Von Bodenversauerung spricht man, wenn von außen oder durch bodeninterne Prozesse mehr Protonen (H+-Ionen) von Säuren eingetragen werden, als der Boden neutralisieren kann. In der Folge bilden sich Oxonium-Ionen (H3O+) und der Boden-pH sinkt ab. Die Bodenversauerung wird verstärkt, wenn die basischen Reaktionsprodukte von Neutralisationsreaktionen ausgewaschen werden.
Neben der Bodenversalzung ist die Bodenversauerung einer der natürlichen Endpunkte der Bodenentwicklung. Böden in humiden Klimabereichen versauern im Laufe ihrer Entwicklung (der Pedogenese). Dieser an sich natürliche Vorgang kann durch menschliche Einflussnahme verstärkt werden.

## Natürliche Einflüsse auf den pH-Wert des Bodens
- Aufgrund hoher CO2-Konzentrationen durch Oxidation von Biomasse und Atmung von Wurzeln und Bodenlebewesen entsteht Kohlensäure (H2CO3), die den pH-Wert auf 5,6 einstellt. H2CO3 ist die größte Protonenquelle für landwirtschaftlich genutzte Böden (pH zwischen 5 und 7), da unterhalb von pH 5 keine Kohlensäure mehr gebildet wird.
- Organische Säuren, insbesondere Fulvosäuren, die entweder von Pflanzenwurzeln ausgeschieden werden, oder Zwischenprodukte beim Abbau organischer Substanz sind (daher leicht abbaubar) können zu einer Versauerung beitragen.
- Wird in eisensulfidhaltigen Böden Fe2+ zu Fe3+ oxidiert und dann hydrolysiert, werden Hydronium- bzw. Oxonium-Ionen (H3O+) freigesetzt.
- Wenn Pflanzen für ihre Ernährung mehr Kationen als Anionen aufnehmen, geben sie Protonen an den Boden ab, damit die elektrische Neutralität erhalten wird. Gleichzeitig bilden sie in ihrem Inneren Salze schwacher organischer Säuren. Verrotten die Pflanzen vor Ort, vereinigen sich Salze und Protonen wieder. Es kommt flächenhaft nur zu einer dauerhaften pH-Absenkung, wenn die Pflanzen durch Ernte/Holzschlag entfernt werden (Basenentzug).
- Die Pufferkapazität des Ausgangssubstrates beeinflusst die Geschwindigkeit der Versauerung maßgeblich. Vor allem ein hoher Anteil an Karbonaten und Dreischicht-Tonmineralen (beladen mit Kationen wie Ca2+, Mg2+) bewirkt, dass der pH-Wert sich, solange diese Puffersubstanzen im Boden vorhanden sind, auf einem relativ gleichbleibenden Niveau hält. Wenn diese Puffersysteme „verbraucht“ sind oder von vornherein fehlen, treten andere an ihre Stelle, der pH-Wert sinkt.

## Anthropogene Faktoren
- Durch Säureeintrag aus der Atmosphäre (saurer Regen) sinkt der pH-Wert vieler Böden zusätzlich ab, und zwar umso stärker, je höher der Ausgangs-pH-Wert lag.
- Übermäßiger Ammoniumeintrag durch organische Dünger (Gülle), mineralische Dünger und über die Atmosphäre, beschleunigt ebenfalls die Versauerung. Das Ammonium wird mikrobiell oxidiert:

NH4+ + 2 O2 ⇌ NO3− + 2 H+ + H2O.
Nehmen die Pflanzen das Nitrat nicht auf, wird es mit dem Sickerwasser ausgetragen und die Versauerungseffekte sind noch gravierender (Basenauswaschung).
- In der direkten Umgebung von Bergbaugebieten mit sulfidischen Erzen kann es, bedingt durch die Verwitterung von Pyrit (einem Eisensulfid), zu einer deutlichen pH-Absenkung durch Bildung von Schwefliger Säure kommen. (Saure Grubenwässer)

## Folgen
Viele Pflanzen sind gegenüber zunehmender Versauerung nicht tolerant. Auf landwirtschaftlich genutzten Böden sinken die Erträge. Das Wachstum der meisten Kulturpflanzen wird bei pH-Werten unter 3 eingestellt. Im Bereich niedriger pH-Werte (kleiner 4,5) steigt zudem die Mobilität toxischer Schwermetalle. Wasser, welches durch stark versauerte Böden sickert, hat ebenfalls einen niedrigen pH. Das wirkt sich auf die daraus gespeisten Oberflächengewässer aus. Ein Beispiel sind die sauren Seen in Skandinavien. Bei einer sehr starken Bodenversauerung wird das Wurzelwachstum der meisten Pflanzen geschädigt. Dadurch können sie weniger Nährstoffe erreichen. Bei flach wurzelnden Bäumen kann die Standfestigkeit reduziert sein. Außerdem wird die Photosyntheserate vieler Pflanzen durch zu hohe Bodenacidität stark herabgesetzt. Dies hat große Folgen sowohl für das Ökosystem Wald als auch für das Leben vieler anderer Organismen.

## Maßnahmen
Durch Abgasreinigung (Entschwefelung, Katalysatoren) kommt weniger saurer Regen auf die Böden. Insbesondere durch die Kalkung von Äckern, Gärten und Wäldern kann der Bodenversauerung entgegengewirkt werden. Der Kalk kann auch zur pH-Wert-Anhebung saurer Abwässer eingesetzt werden.